# Heiko Maas
Heiko Josef Maas (Saarlouis, 19 settembre 1966) è un politico tedesco, ministro degli affari esteri dal 14 marzo 2018 nel governo Merkel IV, dopo aver ricoperto il ruolo di ministro federale della Giustizia e Tutela del Consumatore del governo Merkel III.